# Margherita Dall'Aglio
Paola Margherita Dall'Aglio, tipògrafa, editora i empresària, era la dona de Giambattista Bodoni, i qui va publicar després de la seva mort, amb l'ajuda del seu assistent Luigi Orsi, el monumental Manuale tipografico, en dos toms i en una edició limitada de 250 exemplars. Havia nascut a Parma el 24 de febrer del 1758 i hi va morir el 5 de setembre de 1841.
Filla de Felipe i Paola Dall'Aglio, cosina del general Vincenzo Dall'Aglio, al servei de l'emperador, es va casar amb Giovanni Battista Bodoni el 19 de març del 1791.
Coneguda bàsicament per ser la vídua de Bodoni i publicar la seva obra pòstuma Manuale Tipográfico, una de les obres més importants sobre tipografia que existeixen, Margherita va ser una dona molt culta i coneixedora de la seva professió. No només es va encarregar de recopilar el material i dissenyar el manual, sinó que va escriure acuradament un pròleg on demostra els coneixements sobre tipografia que tenia.
Des del segle XV fins als inicis del segle xix, la impressió i edició de llibres era un negoci familiar, i per això les dones i les filles desenvolupaven els coneixements bàsics per continuar amb les tasques dels seus marits o pares. És per això que la majoria de dones que han destacat en el món editorial o de la tipografia són conegudes com "la vídua de...", oblidant, com en molts altres moments de la història i facetes de l'art, la seva pròpia feina, talent i aportació que han fet a la història. Però durant el segle xix es van donar una sèrie de canvis radicals derivats de la Revolució Industrial, que van repercutir en la consideració de l'espai que ocupaven i la tasca que feien les dones dins del procés de producció. El negoci va deixar de ser familiar i les estructures empresarials van canviar. Les impremtes van ser liderades per homes i les dones es van desviar a altres àmbits del procés, com la il·lustració i l'enquadernació.
Margherita va estar sempre al costat del tipògraf Bodoni d'una manera discreta, però amb enginy i habilitat a l'hora. El va acompanyar tant en l'àmbit personal com en el professional, també quan Bodoni va haver de tractar amb personalitats del Govern. Parlava italià com a llengua materna, però va aprendre francès i era capaç de llegir i entendre l'anglès. El seu marit va caure malalt i ella es va haver d'encarregar, com a secretària i assessora –de fet, com a empresària–, de la correspondència que la firma mantenia amb personalitats de tot Europa.
El 30 de novembre de 1813 va morir Bodoni, després d'una vida plena d'honors i reconeixement. És aleshores quan Margherita s'encarrega de publicar la segona edició del Manuale tipográfico, amb un Prefaci de la seva autoria titulat Discurs de la vídua al lector, vint-i-set pàgines que encapçalen el manual, en què diu: «Bé he d'advertir que la decisió sobre aquesta obra, tal com va explicar diverses vegades el meu estimat consort, pertany d'una manera única a les principals Acadèmies d'Europa. […] Així doncs, per secundar el seu lloable desig, vaig reunir i disposar els diferents alfabets i tots els altres objectes que havien de formar tota l'obra, els vaig fer fondre i després imprimir. Aquesta edició final estava composta per 373 alfabets en dos toms, i limitada a 250 exemplars. En el Manuale, Bodoni presentava 291 alfabets llatins, 34 de grecs, 48 d'exòtics i gran quantitat d'orles i vinyetes. Va ser, probablement, el mostrari tipogràfic més elaborat que s'hagi publicat mai.